# Židovský hřbitov v Lovosicích
Židovský hřbitov v Lovosicích se nachází v západní části města Lovosice, jakožto součást komunálního hřbitova v Teplické ulici. Jde o v pořadí druhý židovský hřbitov, který byl založen v letech 1871 až 1872. V roce 1938 byl poškozen nacisty a poslední pohřeb zde proběhl v roce 1978. V 80. letech byl zbaven náhrobních kamenů a zmenšen. Zbylo tak pouze 5 náhrobních kamenů v severní části hřbitova. U hrobu pana Glaesnerra jsou umístěny památeční desky připomínající osud lovosických židovských památek a hřbitova.
Součásti je novorománská obřadní síň, která slouží potřebám komunálního hřbitova. Hřbitov je volně přístupný.

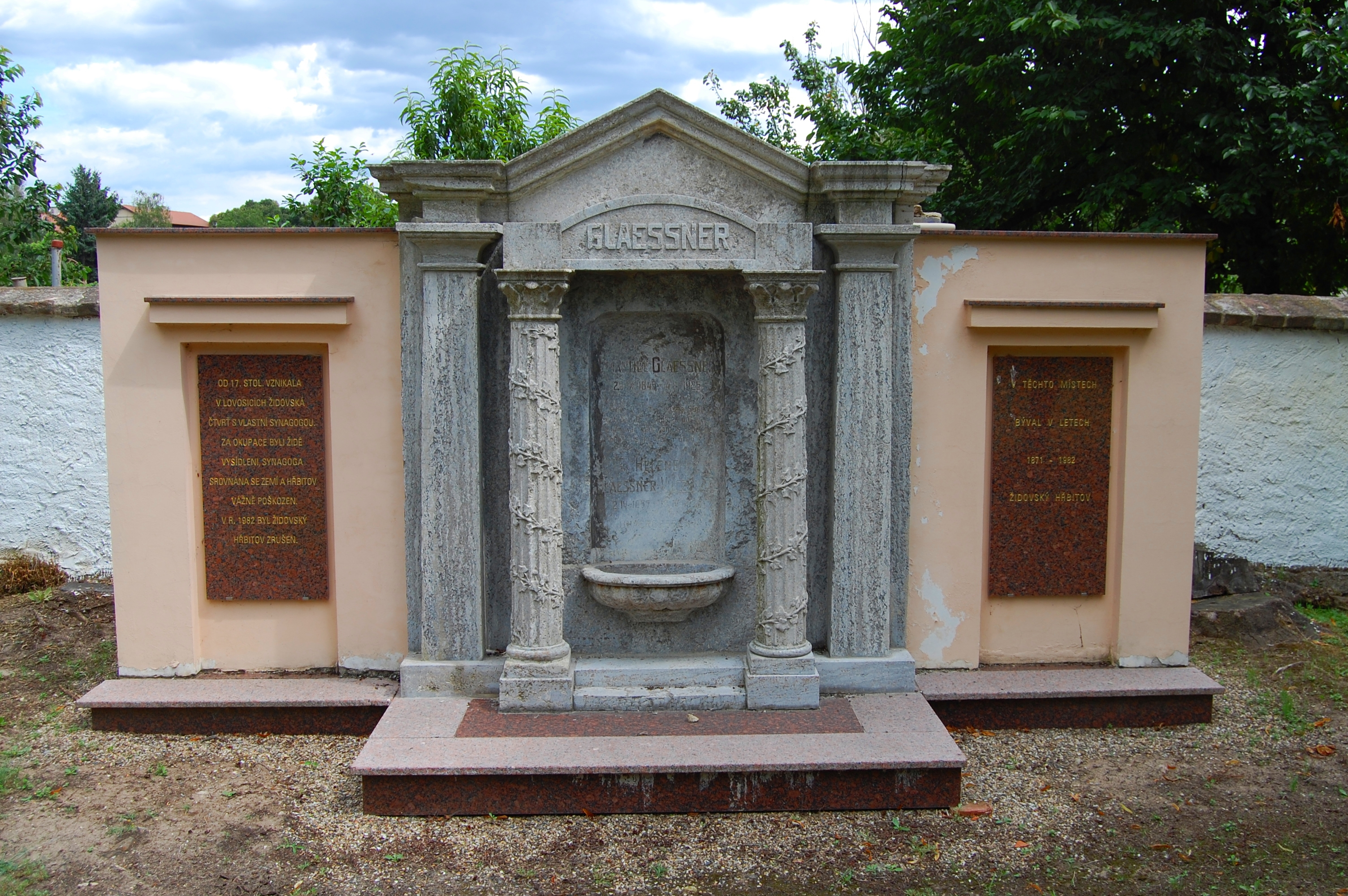
Připomínka židovského hřbitova
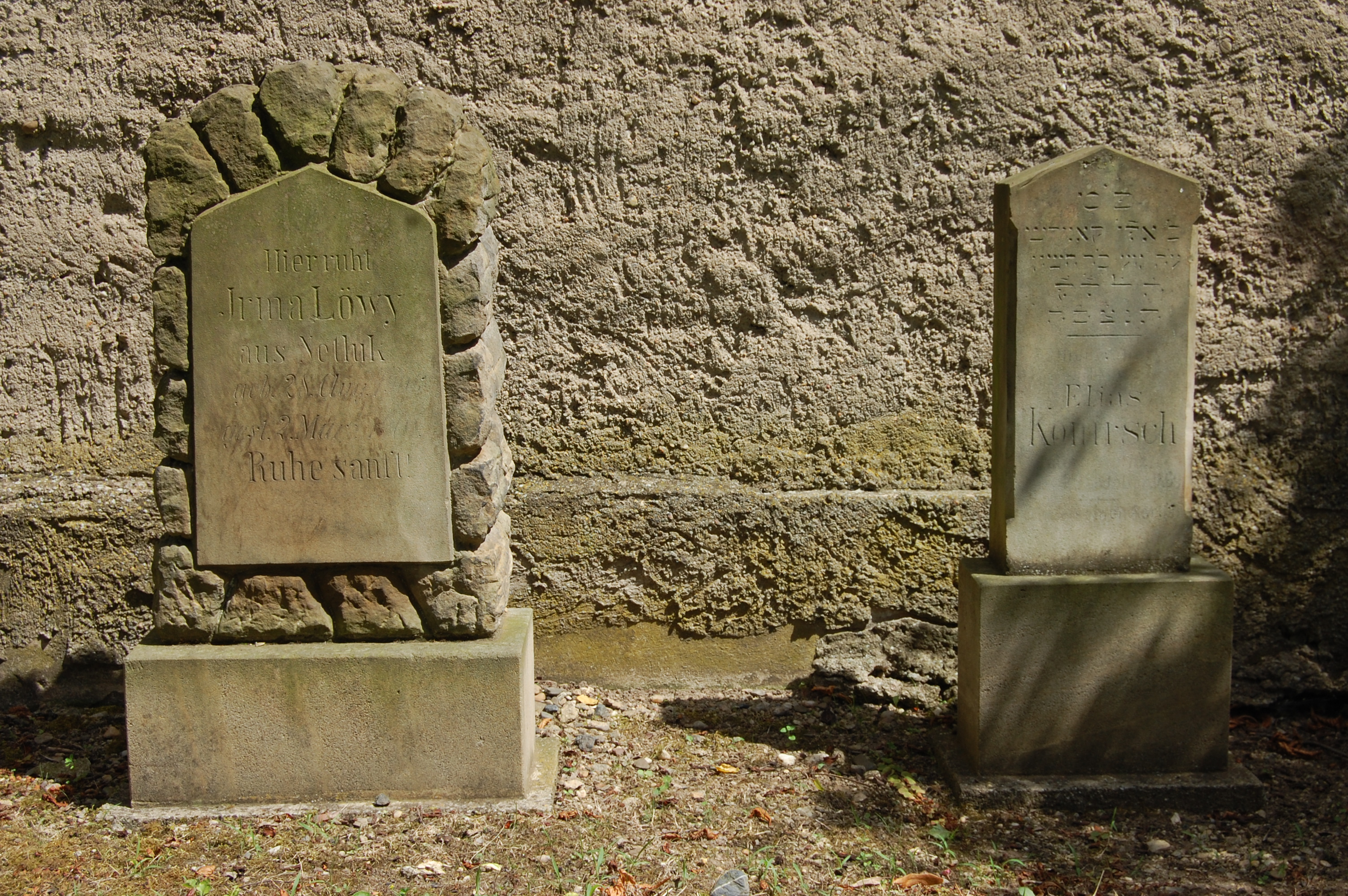
Nejstarší dochované náhrobky
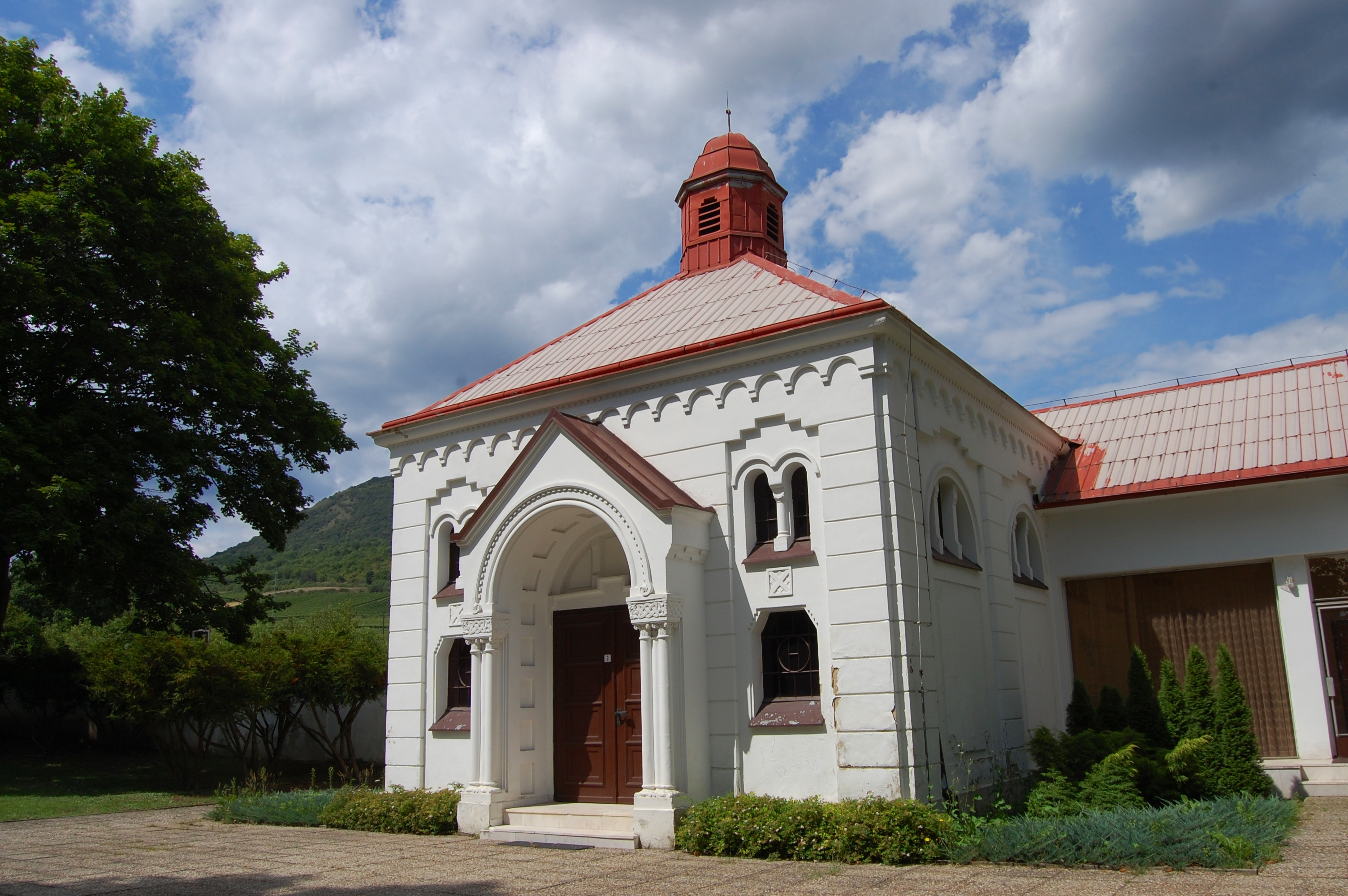
Obřadní síň